# ويتشيتا فولز
ويتشيتا فولز (بالإنجليزية: Wichita Falls)‏ هي مدينة أمريكية تقع في ولاية تكساس.تبلغ مساحة هذه المدينة 183.1 (كم²)،ويبلغ عدد سكانها 104553 نسمة حسب إحصاء سنة 2010 م. تشير إحصاءات سنة 2000م بأن الكثافة السكانية في هذه المدينة تقدر بـ(569.1) نسمة/كم2.

## التركيبة السكانية
حدّد مكتب تعداد الولايات المتحدة بيانات التركيبة السكانية لويتشيتا فولز في تعداد الولايات المتحدة. في ما يلي، التركيبة السكانية حسب تعدادي 2000 و2010.

### تعداد عام 2000
بلغ عدد سكان ويتشيتا فولز 104,197 نسمة بحسب تعداد عام 2000، وبلغ عدد الأسر 37,970 أسرة وعدد العائلات 25,003 عائلة مقيمة في المدينة. في حين سجلت الكثافة السكانية 558.5 نسمة لكل كيلومتر مربع (1,446.5/ميل2). وبلغ عدد الوحدات السكنية 41,916 وحدة بمتوسط كثافة قدره 224.7 لكل كيلومتر مربع (582.0/ميل2).
وتوزع التركيب العرقي للمدينة بنسبة 75.11% من البيض و12.40% من الأمريكيين الأفارقة و0.86% من الأمريكيين الأصليين و2.20% من الأمريكيين ذوي الأصول الآسيوية و0.10% من سكان جزر المحيط الهادئ و6.39% من الأعراق الأخرى و2.95% من عرقين مختلطين أو أكثر و13.98% من الهسبانيون أو اللاتينيون من أي عرق.
بلغ عدد الأسر 37,970 أسرة كانت نسبة 36.4% منها لديها أطفال تحت سن الثامنة عشر تعيش معهم، وبلغت نسبة الأزواج القاطنين مع بعضهم البعض 49.7% من أصل المجموع الكلي للأسر، ونسبة 12.3% من الأسر كان لديها معيلات من الإناث دون وجود شريك، بينما كانت نسبة 3.8% من الأسر لديها معيلون من الذكور دون وجود شريكة وكانت نسبة 34.2% من غير العائلات. تألفت نسبة 28.7% من أصل جميع الأسر من عدة أفراد يعيشون في نفس المنزل ونسبة 10.7% كانت تتألف من شخص يعيش بمفرده يبلغ من العمر 65 عاماً أو أكثر. وبلغ متوسط حجم الأسرة المعيشية 2.46، أما متوسط حجم العائلات فبلغ 3.04.
بلغ العمر الوسطي للسكان 31.9 عاماً. وكانت نسبة 24.4% من القاطنين تحت سن الثامنة عشر، وكانت نسبة 9.3% بين الثامنة عشر والرابعة والعشرين عاماً، ونسبة 26.4% كانت واقعةً في الفئة العمرية ما بين الخامسة والعشرين والرابعة والأربعين عاماً، ونسبة 18% كانت ما بين الخامسة والأربعين والرابعة والستين، ونسبة 11.5% كانت ضمن فئة الخامسة والستين عاماً فما فوق. يوجد لكل 100 أنثى 93.0 ذكر، ويوجد لكل 100 أنثى في الثامنة عشر من عمرها فما فوق 89.5 ذكر.
بلغ متوسط دخل الأسرة في المدينة 32,554 دولارًا، أما متوسط دخل العائلة فبلغ 39,911 دولارًا. وكان متوسط دخل الذكور 27,609 دولارًا مقابل 21,877 دولارًا للإناث. وسجل دخل الفرد الخاص بالمدينة 16,761 دولارًا. وكانت نسبة 10.8% من العائلات ونسبة 13.9% من السكان تحت خط الفقر، وكان من هؤلاء نسبة 18.1% تحت سن الثامنة عشر ونسبة 10.3% في الخامسة والستين من العمر وما فوق.

### تعداد عام 2010
بلغ عدد سكان ويتشيتا فولز 104,553 نسمة بحسب تعداد عام 2010، وبلغ عدد الأسر 38,454 أسرة وعدد العائلات 23,938 عائلة مقيمة في المدينة. في حين سجلت الكثافة السكانية 560.4 نسمة لكل كيلومتر مربع (1,451.4/ميل2). وبلغ عدد الوحدات السكنية 43,632 وحدة بمتوسط كثافة قدره 233.9 لكل كيلومتر مربع (605.8/ميل2).
وتوزع التركيب العرقي للمدينة بنسبة 73.23% من البيض و12.69% من الأمريكيين الأفارقة و1% من الأمريكيين الأصليين و2.36% من الأمريكيين ذوي الأصول الآسيوية و0.09% من سكان جزر المحيط الهادئ و7.46% من الأعراق الأخرى و3.17% من عرقين مختلطين أو أكثر و18.91% من الهسبانيون أو اللاتينيون من أي عرق.
بلغ عدد الأسر 38,454 أسرة كانت نسبة 32.8% منها لديها أطفال تحت سن الثامنة عشر تعيش معهم، وبلغت نسبة الأزواج القاطنين مع بعضهم البعض 43% من أصل المجموع الكلي للأسر، ونسبة 14.3% من الأسر كان لديها معيلات من الإناث دون وجود شريك، بينما كانت نسبة 4.9% من الأسر لديها معيلون من الذكور دون وجود شريكة وكانت نسبة 37.7% من غير العائلات. تألفت نسبة 31% من أصل جميع الأسر من عدة أفراد يعيشون في نفس المنزل ونسبة 10.6% كانت تتألف من شخص يعيش بمفرده يبلغ من العمر 65 عاماً أو أكثر. وبلغ متوسط حجم الأسرة المعيشية 2.41، أما متوسط حجم العائلات فبلغ 3.03.
بلغ العمر الوسطي للسكان 32.4 عاماً. وكانت نسبة 22.7% من القاطنين تحت سن الثامنة عشر، وكانت نسبة 15.8% بين الثامنة عشر والرابعة والعشرين عاماً، ونسبة 26.1% كانت واقعةً في الفئة العمرية ما بين الخامسة والعشرين والرابعة والأربعين عاماً، ونسبة 23.1% كانت ما بين الخامسة والأربعين والرابعة والستين، ونسبة 12.4% كانت ضمن فئة الخامسة والستين عاماً فما فوق. وتوزع التركيب الجنسي للسكان بنسبة 51.8% ذكور و48.2% إناث.

## المناخ
يظهر الجدول التالي التغييرات المناخية على مدار السنة لويتشيتا فولز:
| البيانات المناخية لـويتشيتا فولز        | البيانات المناخية لـويتشيتا فولز | البيانات المناخية لـويتشيتا فولز | البيانات المناخية لـويتشيتا فولز | البيانات المناخية لـويتشيتا فولز | البيانات المناخية لـويتشيتا فولز | البيانات المناخية لـويتشيتا فولز | البيانات المناخية لـويتشيتا فولز | البيانات المناخية لـويتشيتا فولز | البيانات المناخية لـويتشيتا فولز | البيانات المناخية لـويتشيتا فولز | البيانات المناخية لـويتشيتا فولز | البيانات المناخية لـويتشيتا فولز | البيانات المناخية لـويتشيتا فولز |
| الشهر                                   | يناير                            | فبراير                           | مارس                             | أبريل                            | مايو                             | يونيو                            | يوليو                            | أغسطس                            | سبتمبر                           | أكتوبر                           | نوفمبر                           | ديسمبر                           | المعدل السنوي                    |
| --------------------------------------- | -------------------------------- | -------------------------------- | -------------------------------- | -------------------------------- | -------------------------------- | -------------------------------- | -------------------------------- | -------------------------------- | -------------------------------- | -------------------------------- | -------------------------------- | -------------------------------- | -------------------------------- |
| الدرجة القصوى °ف (°م)                   | 87 (31)                          | 94 (34)                          | 100 (38)                         | 103 (39)                         | 110 (43)                         | 117 (47)                         | 114 (46)                         | 113 (45)                         | 111 (44)                         | 102 (39)                         | 89 (32)                          | 88 (31)                          | 117 (47)                         |
| متوسط درجة الحرارة الكبرى °ف (°م)       | 54.2 (12.3)                      | 58.3 (14.6)                      | 67.0 (19.4)                      | 75.8 (24.3)                      | 83.6 (28.7)                      | 91.4 (33.0)                      | 96.9 (36.1)                      | 96.6 (35.9)                      | 88.1 (31.2)                      | 77.0 (25.0)                      | 65.1 (18.4)                      | 54.7 (12.6)                      | 75.7 (24.3)                      |
| متوسط درجة الحرارة الصغرى °ف (°م)       | 29.8 (−1.2)                      | 33.5 (0.8)                       | 41.2 (5.1)                       | 49.4 (9.7)                       | 59.6 (15.3)                      | 67.6 (19.8)                      | 71.9 (22.2)                      | 71.4 (21.9)                      | 63.3 (17.4)                      | 52.0 (11.1)                      | 40.3 (4.6)                       | 30.8 (−0.7)                      | 50.9 (10.5)                      |
| أدنى درجة حرارة °ف (°م)                 | −12 (−24)                        | −8 (−22)                         | 6 (−14)                          | 24 (−4)                          | 35 (2)                           | 50 (10)                          | 54 (12)                          | 53 (12)                          | 38 (3)                           | 21 (−6)                          | 14 (−10)                         | −7 (−22)                         | −12 (−24)                        |
| الهطول إنش (مم)                         | 1.14 (29)                        | 1.75 (44)                        | 2.20 (56)                        | 2.61 (66)                        | 3.79 (96)                        | 4.15 (105)                       | 1.59 (40)                        | 2.50 (64)                        | 2.81 (71)                        | 3.11 (79)                        | 1.65 (42)                        | 1.62 (41)                        | 28.92 (735)                      |
| متوسط تساقط الثلوج إنش (سم)             | 1.4 (3.6)                        | 0.7 (1.8)                        | 0.5 (1.3)                        | 0 (0)                            | 0 (0)                            | 0 (0)                            | 0 (0)                            | 0 (0)                            | 0 (0)                            | trace                            | 0.3 (0.76)                       | 1.0 (2.5)                        | 3.9 (9.9)                        |
| متوسط أيام هطول الأمطار (≥ 0.01 in)     | 4.8                              | 5.3                              | 6.7                              | 6.2                              | 8.7                              | 7.7                              | 5.0                              | 6.2                              | 6.0                              | 7.4                              | 5.3                              | 5.0                              | 74.3                             |
| متوسط الأيام المثلجة (≥ 0.1 in)         | 0.6                              | 0.4                              | 0.2                              | 0                                | 0                                | 0                                | 0                                | 0                                | 0                                | 0                                | 0.1                              | 0.7                              | 2.0                              |
| المصدر: خدمة الطقس الوطنية, Weather.com |                                  |                                  |                                  |                                  |                                  |                                  |                                  |                                  |                                  |                                  |                                  |                                  |                                  |

## معرض صور

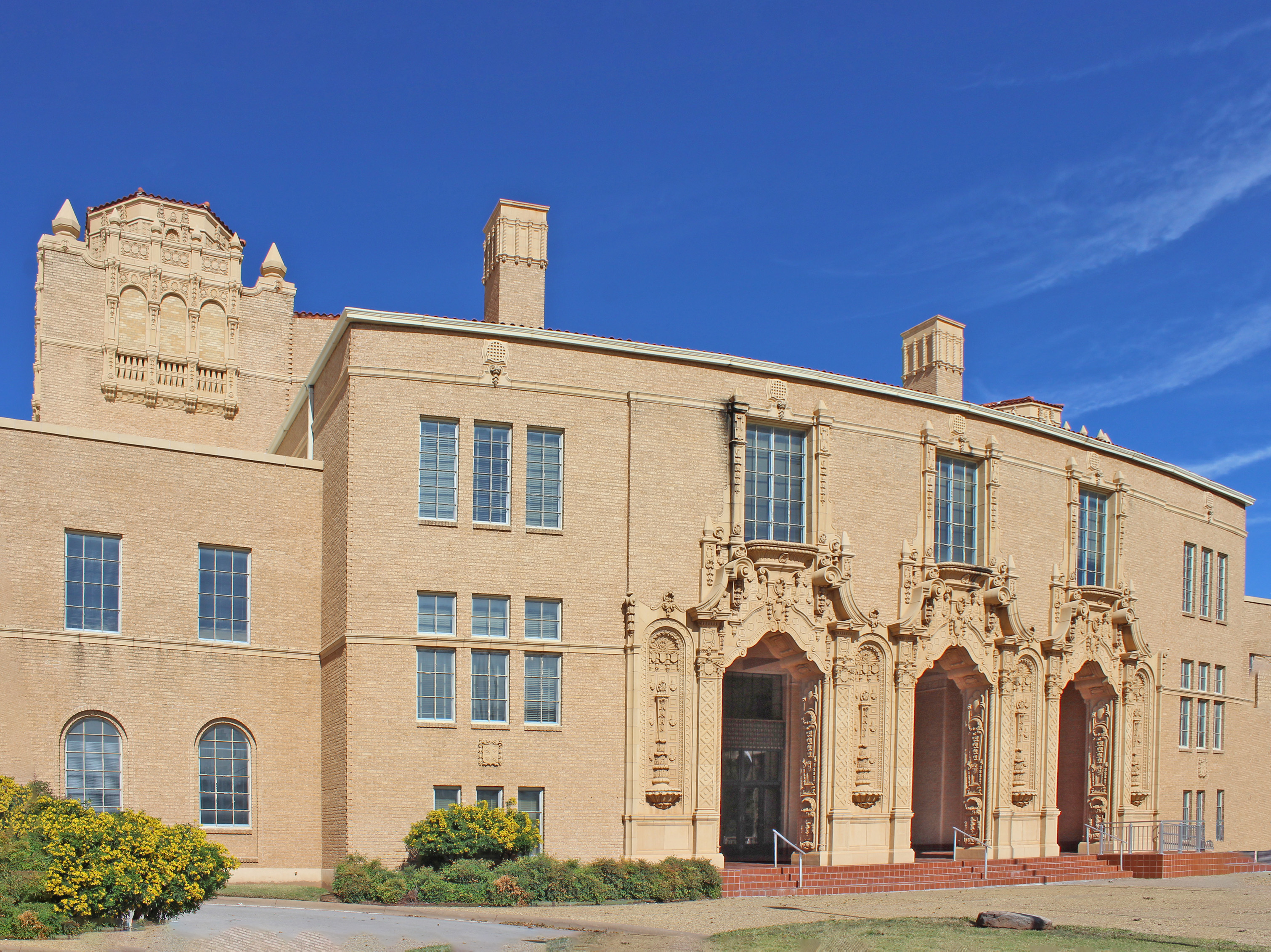
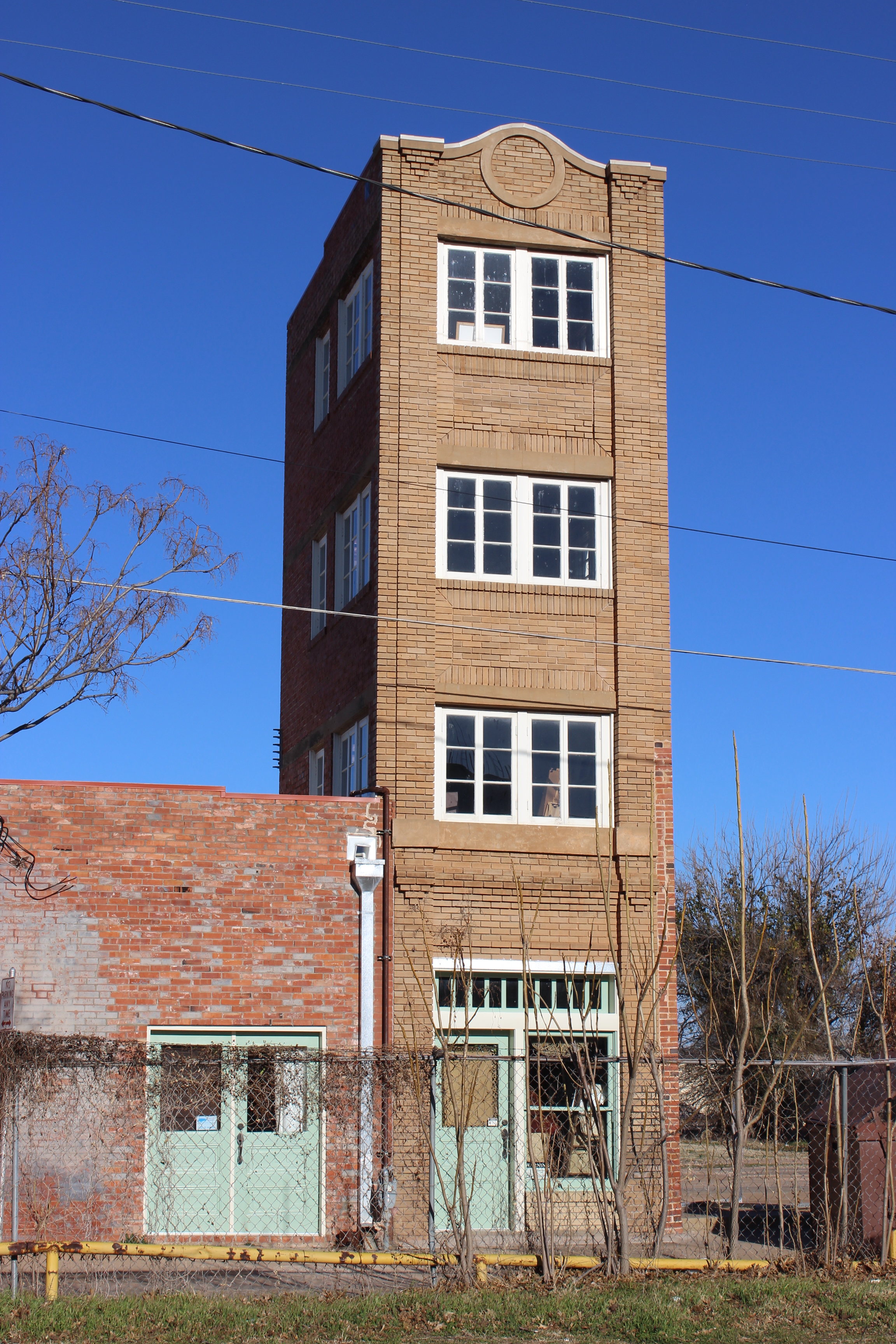
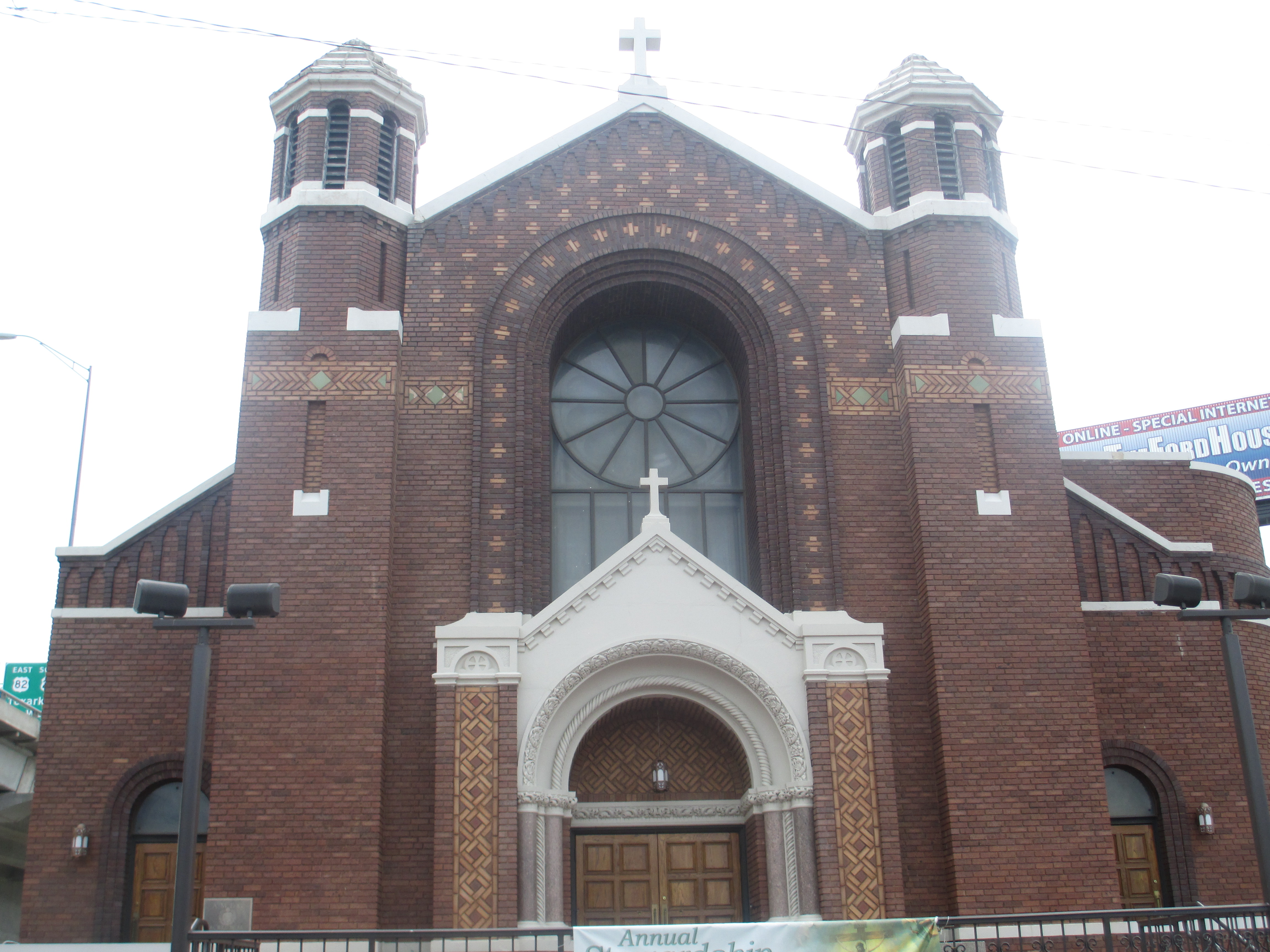
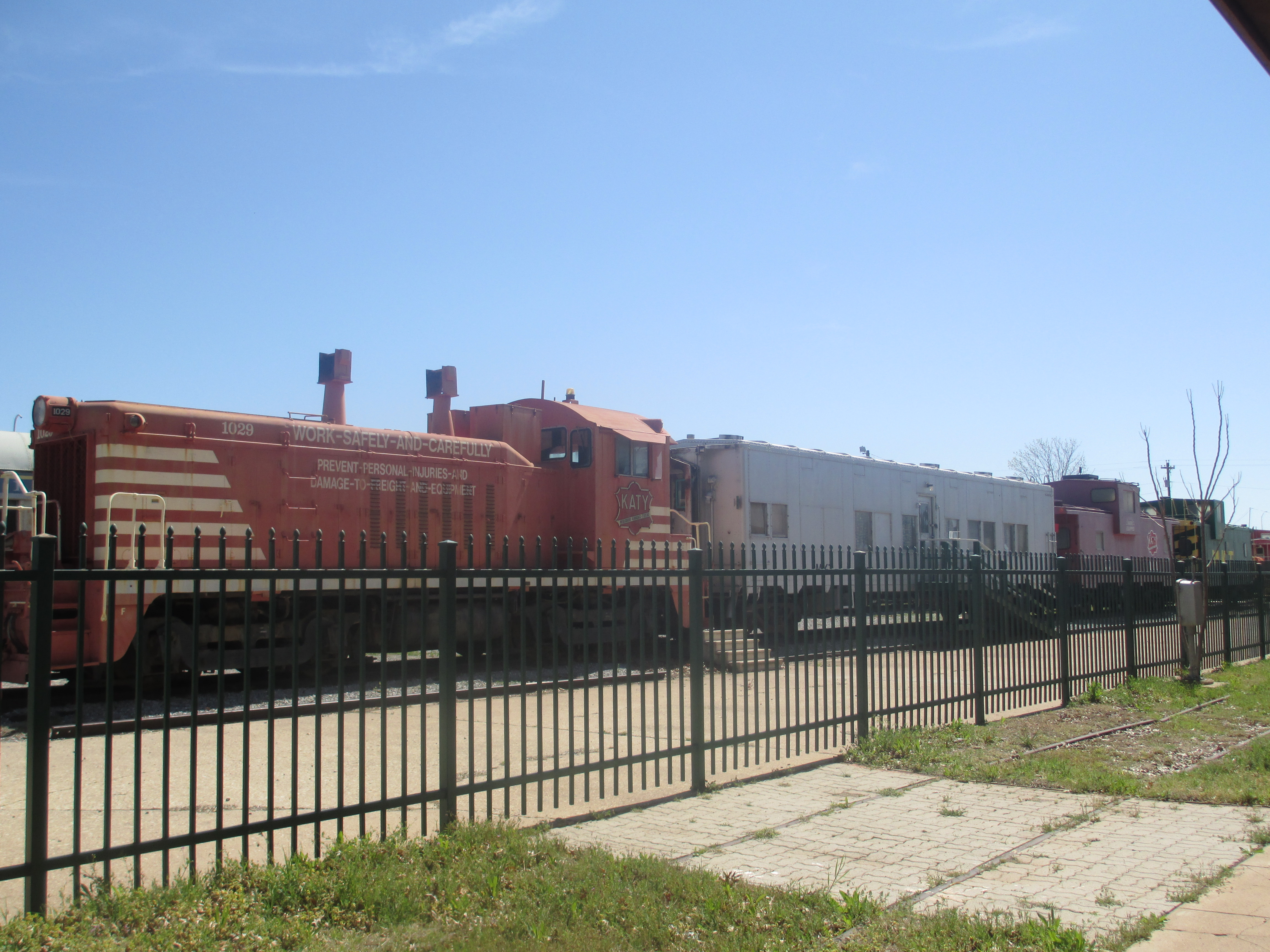
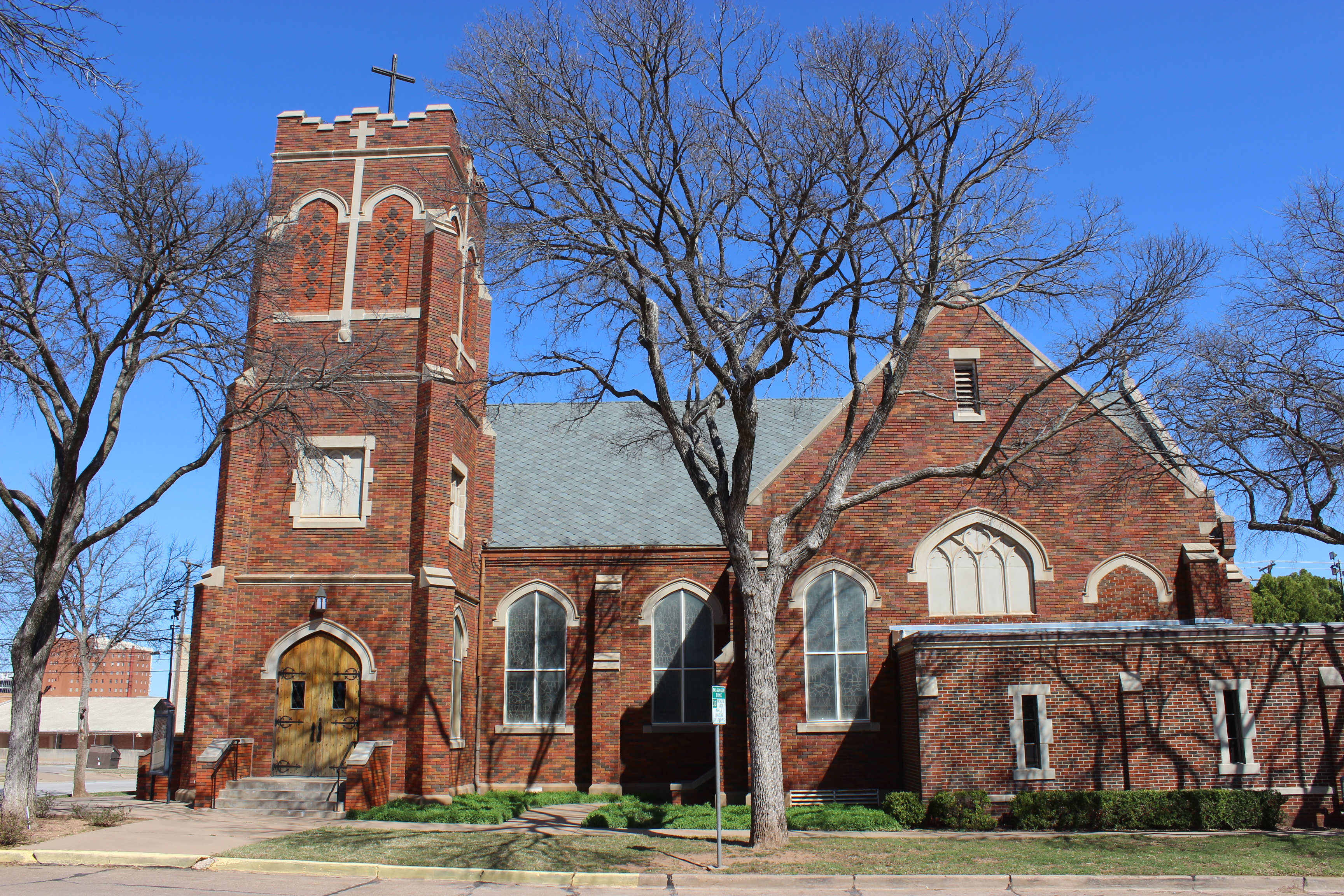

## توأمة
لويتشيتا فولز اتفاقيات توأمة مع:
- فورستنفلدبروك

## أعلام
- لويد روبي
- فرانك كيل
- جوزيف ستيرلينغ بريدويل
- ريكس تيلرسون
- غريسون تشانس